# Pirajuba
Pirajuba är en kommun i Brasilien.   Den ligger i delstaten Minas Gerais, i den sydöstra delen av landet, 500 km söder om huvudstaden Brasília. Antalet invånare är 4 664.
Omgivningarna runt Pirajuba är en mosaik av jordbruksmark och naturlig växtlighet. Runt Pirajuba är det mycket glesbefolkat, med 7 invånare per kvadratkilometer.